# 碓井光明
碓井 光明（うすい みつあき、1946年 - ）は、日本の法学者。専門は、租税法・行政法。学位は、法学博士（東京大学・論文博士・1974年）（学位論文「米国連邦所得税における必要経費控除の研究 -控除可能な経費と控除不能な支出の区別-」）。東京大学名誉教授。元日本財政法学会理事長。元内閣府地方制度調査会副会長。長野県出身。

## 経歴
略歴は以下のとおり。

### 学歴
- 1969年4月 - 横浜国立大学経済学部卒業
- 1971年3月 - 東京大学大学院法学政治学研究科修士課程修了
- 1974年3月 - 東京大学大学院法学政治学研究科博士課程退学
- 1974年9月 - 法学博士（東京大学）（学位論文「米国連邦所得税における必要経費控除の研究 -控除可能な経費と控除不能な支出の区別-」）

### 職歴
- 1974年4月 - 横浜国立大学経済学部助教授
- 1988年4月 - 横浜国立大学経済学部教授
- 1991年4月 - 東京大学大学院法学政治学研究科教授
- 2008年3月 - 東京大学定年退官
- 2008年4月 - 明治大学大学院法務研究科教授
- 2008年6月 - 東京大学名誉教授[4]
- 2017年3月 - 明治大学定年退職

### 学会
- 日本財政法学会理事長（2007年 - 2013年）[5]
- 日本自治学会理事[6]
- 租税法学会理事 [6]

### 社会的活動
- 内閣府地方制度調査会副会長（2014年 - ）[7]
- 財務省財政制度等審議会委員[6]
- 総務省地方行財政検討会議構成員[6]
- 会計検査院退職手当審査会委員[6]

## 著作

### 単著
- 『地方税条例』（学陽書房、1979年）
- 『地方税の法理論と実際』（弘文堂、1986年）
- 『自治体財政・財務法』（学陽書房、初版・1988年、改訂版・1995年）
- 『公共契約の法理論と実際』（弘文堂、1995年）
- 『要説 自治体財政・財務法』（学陽書房、初版・1997年、改訂版・1999年）
- 『要説 住民訴訟と自治体財務』（学陽書房、初版・2000年、改訂版・2002年）
- 『要説 地方税のしくみと法』（学陽書房、2001年）
- 『公共契約法精義』（信山社出版、2005年）
- 『公的資金助成法精義』（信山社出版、2007年）
- 『政府経費法精義』（信山社出版、2008年）
- 『社会保障財政法精義』（信山社出版、2009年）
- 『行政契約精義』（信山社出版、2011年）
- 『行政不服審査機関の研究』（有斐閣、2016年）

### 共著
- （石島弘・木村弘之亮・山田二郎）『固定資産税の現状と納税者の視点―現行制度の問題点を探る』（六法出版社、1988年）
- （石黒一憲・松下満雄・江頭憲治郎・中山信弘・宇賀克也・内田貴・高橋宏志）『日本法のトレンド』（有斐閣、1993年）

### 共編
- （西村宏一・小川英明）『不動産関係税法 (注解 不動産法)』（青林書院、1992年）
- （西村宏一・小川英明）『注解法律学全集(25)手形・小切手法』（青林書院、1997年）
- （西谷剛・磯部力・来生新・藤田宙靖）『政策実現と行政法―成田頼明先生古稀記念』（有斐閣、1998年）
- （水野忠恒・小早川光郎・中里実）『公法学の法と政策―金子宏先生古稀祝賀〔上巻〕・〔下巻〕』（有斐閣、2000年）
- （石島弘・木村弘之亮・玉国文敏）『税法の課題と超克―山田二郎先生古稀記念論文集』（信山社出版、2000年）
- （松田保彦・久留島隆・山田卓生）『国際化時代の行政と法―成田頼明先生横浜国立大学退官記念』（良書普及会、2000年）
- （加藤一郎・青山善充・三ヶ月章）『租税法制定資料全集―国税徴収法(昭和改正編)〔1巻〕～〔6巻〕』（信山社出版，2002年～2003年）
- （江頭憲治郎）『法の再構築Ⅰ 国家と社会』（東京大学出版会、2007年）

## 受賞歴
受賞歴は以下のとおり。
- 日税研究賞 （1978年）
- 東京市政調査会藤田賞 （1980年）